# Sambor I gdański
Sambor I gdański (ur. ok. 1150, zm. przed 1205) – namiestnik Pomorza Gdańskiego rządzący w latach 1177–1205. Syn Sobiesława I i nieznanej z imienia Powałówny, siostry wojewody mazowieckiego Żyrona.
Sfinalizował fundację opactwa cystersów w Oliwie. Prawdopodobnie z inicjatywą fundacji wystąpił jego ojciec Sobiesław I – główna fundacja dokonana została przez Sambora I 2 lipca 1186 r. (falsyfikat z XIII w. umieszcza to wydarzenie pod rokiem 1178 – data ta choć nieprawdziwa jest bardzo popularna w tradycji pomorskiej). Fundacja obsadzona przez mnichów z klasztoru w Kołbaczu na Pomorzu Zachodnim, dla którego macierzystym był duński klasztor w Esrum. W wyniku darowizny Sambora cystersi otrzymali niewielkie osady: Salcowitz, Clbamowi, Starkow, Stanowe, Gransowi, Sincimitz oraz nieznaną z nazwy, tę, w której przybysze założyli klasztor zwąc go (a w konsekwencji i wieś) Oliwą (Stanowe to Stawowie, dziś obszar zajmowany przez Szpital Przeciwgruźliczy na granicy Gdańska i Sopotu, Gransowi to dziś sopockie Gręzowo). Prócz powyższych wsi przekazano cystersom także dziesiątą część dochodów z karczem i ceł gdańskich, od bydła należącego do Sambora. Klasztor posiadał swobodę połowu ryb na Bałtyku i na Zalewie Wiślanym. Jedynym obowiązkiem poddanych klasztoru na rzecz księstwa miał być udział w naprawie grodu gdańskiego i tutejszego mostu portowego. Nieco później Sambor darował zakonnikom Puck – dostąpił do tego tłumacząc się potrzebą założenia tu targu i wymienił te dobra na pobliską wieś Starzyno. Fundacja klasztorna wspierana była również przez możnych z otoczenia Sambora – Sulisz darował część Rumi, a Henryk przekazał wieś Gowino.
Od jego imienia prawdopodobnie wywodzi się nazwa oliwskiej doliny morenowej Samborowo.
Pod koniec życia Sambor prawdopodobnie rozciągnął swoje namiestnicze rządy także i na świecko-lubiszewską część Pomorza, na dawne namiestnictwo Grzymisława.
Sambor I zmarł 7 lutego 1207 r. według nekrologu oliwskiego, nekrolog żukowski podaje datę 30 grudnia 1207, Kronika oliwska mówi o pochowaniu go w klasztorze oliwskim, najpewniej w grę wchodzi okres przed 1205 rokiem.
Synem Sambora był Sobiesław II.
Sukcesorem Sambora został jego brat Mściwoj I gdański.